# Familia Groot
Los Groot son una familia de la aristocracia colombiana de origen neerlandés, importante durante los siglos XVIII, XIX y principios del siglo XX, con importante influencia en la ciudad de Bogotá. Entre sus miembros destacaban un expresidente del país, poetas, escritores y políticos ligados al Partido Conservador Colombiano. 

## Historia
Tuvieron gran influencia en la sociedad santafereña colonial, en el cabildo de Santafé y en cargos eclesiásticos durante los siglos XVIII y XIX, esto debido a que compraron y heredaron lucrativos puestos dentro del cabildo como el de Ejecutor de Santafé que les ayudó a mantener influencia en las instituciones virreinales. Todo el control y regulación de pesos en el virreinato estuvo bajo el control de la familia Groot durante la segunda mitad del siglo XVIII. Varios de sus miembros fueron influyentes durante la Independencia de Colombia y las posteriores repúblicas. 

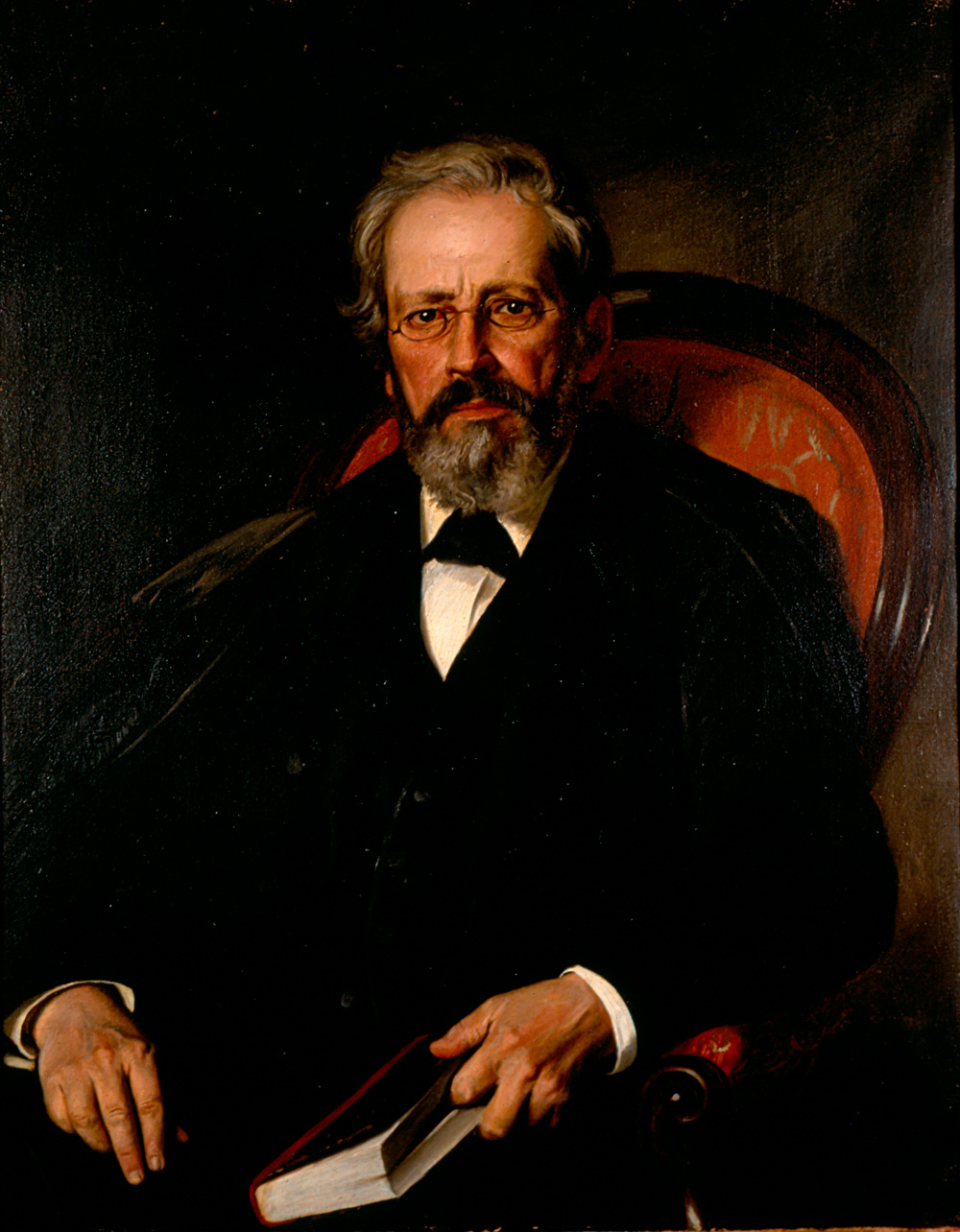
José Manuel Groot

En la actualidad su relevancia ha mermado, aunque conservan su estatus de aristócratas gracias a sus miembros vivos.

### Genealogía
- José Groot de Vargas ()ː Funcionario de la corona española, Alcalde de Santafé, miembro del cabildo y patriarca de la familia.[4]

- Pedro Groot y Alea (1755-1821)ː Abogado, militar y político neogranadino; primer presidente de las Provincias Unidas de Nueva Granada. Tío abuelo de José Manuel Groot,[5] bisabuelo de Hernando Groot y tatarabuelo de Helena Groot.

- José Manuel Groot Urquinaona (1800-1878)ː Escritor, artista, periodista y diplomático colombiano. Abuelo de José María Rivas Groot. José María Rivas Groot (1864-1923)ː Escritor, historiador, político y diplomático colombiano. Hijo de Medardo Rivas Mejía.
- Hernando Groot Liévano (1917-2016)ː Médico, educador y científico colombiano. Padre de Helena Groot.
- Helena Groot de Restrepo (n. 1947)ː Genetista y microbióloga colombiana.